# John J. Monaghan

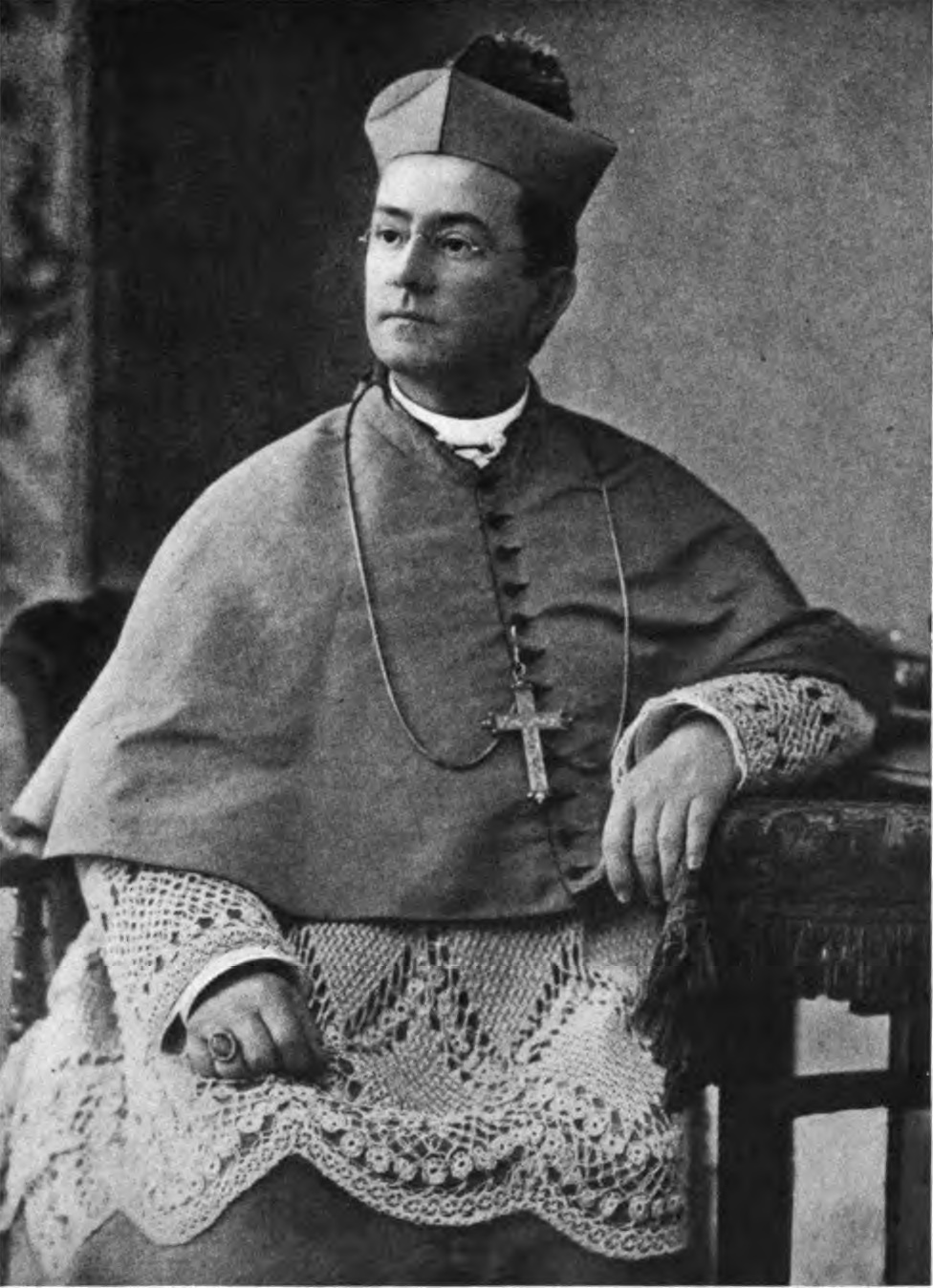
John J. Monaghan

John James Joseph Monaghan (* 23. Mai 1856 in Sumter, South Carolina; † 7. Januar 1935) war ein US-amerikanischer Geistlicher und römisch-katholischer Bischof von Wilmington.

## Leben
John James Joseph Monaghan empfing am 18. Dezember 1880 das Sakrament der Priesterweihe für das Bistum Charleston.
Papst Leo XIII. ernannte ihn am 26. Januar 1897 zum Bischof von Wilmington. Der Erzbischof von Baltimore, James Gibbons, spendete ihm am 9. Mai desselben Jahres die Bischofsweihe; Mitkonsekratoren waren sein Vorgänger Alfred Allen Curtis und der Bischof von Charleston, Henry Pinckney Northrop.
In seine Amtszeit fiel die Gründung von je sieben neuen Pfarreien und Missionen sowie acht Schulen. Er förderte die Niederlassung von Ordensgemeinschaften, die Einrichtungen für Alte und das St. Francis-Hospital gründeten. Die Oblaten des hl. Franz von Sales gewann er 1903 für die Gründung des Salesianums, einer Oberschule für Jungen in Wilmington.
Papst Pius XI. nahm am 10. Juli 1925 seinen Rücktritt aus gesundheitlichen Gründen an und ernannte ihn Titularbischof von Lydda.